# Stazione di Cava Tigozzi
La stazione di Cava Tigozzi è una stazione ferroviaria posta lungo la linea Pavia-Cremona, posta nel territorio comunale di Sesto ed Uniti, ma a servizio del centro abitato di Cavatigozzi, frazione della città di Cremona.
La stazione non va confusa con quella denominata "Cavatigozzi-Spinadesco", posta sulla linea Cremona-Iseo della SNFT, in esercizio dal 1926 al 1956.

## Storia
Nel 1984 venne costruito un nuovo fabbricato viaggiatori. Contemporaneamente fu realizzato un ampio fascio merci per il servizio sul raccordo del porto di Cremona, che da questa stazione ha origine.
Nel 2014 vengono completati i lavori  di rinnovamento della stazione, riguardanti principalmente l'installazione del nuovo banco ACEI che permette il controllo diretto sia dei binari ad uso del servizio viaggiatori sia di quelli del fascio merci.